# Alois Zucker

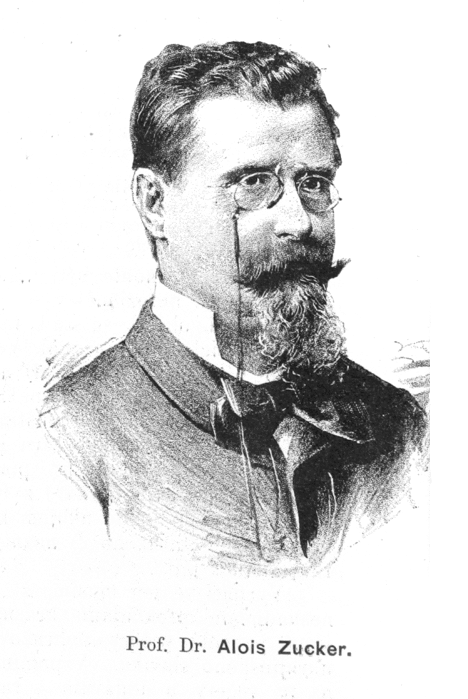
Alois Zucker (1886)

Alois Zucker, född den 4 juni 1842 i Čkyně, Böhmen, död den 1 oktober 1906 i Prag, var en österrikisk straffrättslärare.
Zucker blev privatdocent i Prag 1870, extra ordinarie professor där 1874, ordinarie professor 1881. Som skribent sysselsatte Zucker sig särskilt med samtidens reformspörsmål på straffrättens område. Av hans talrika skrifter och avhandlingar kan nämnas: Die Untersuchungshaft vom Standpunkte der oesterreichischen Strafprocessgesetzgebung (I, 1873, II, 1876, III, 1879), Ueber die Behandlung der verbrecherischen und arg verwahrlosten Jugend (1894), Ueber Schuld und Strafe der jugendlichen Verbrecher (1899) och Ueber Strafe und Strafvollzug in Uebertretungsfällen (1905). Ett postumt arbete av Zucker, Über Kriminalität, Rückfall und Strafgrund (1907), utgavs av Alfred Amschl.